# Proceso participativo sobre el futuro político de Cataluña de 2014
El proceso participativo sobre el futuro político de Cataluña (en catalán: procés de participació ciutadana sobre el futur polític de Catalunya; en occitano, en su variedad aranesa: procès de participacion ciutadana sul futur politic de Catalonha), conocido por el numerónimo 9N, fue un proceso que el presidente de la Generalidad de Cataluña, Artur Mas, planteó como alternativa ante la imposibilidad legal de obtener del Gobierno central el permiso necesario para celebrar un referéndum de autodeterminación en Cataluña y tras el recurso del Gobierno ante el Tribunal Constitucional contra la consulta sobre el futuro político, con los mismos objetivos. El proceso se celebró el 9 de noviembre de 2014, si bien hasta el 25 de noviembre fue posible votar en las delegaciones territoriales del gobierno de la Generalidad. Al igual que la consulta, esta tiene como objetivo conocer la opinión de los ciudadanos catalanes sobre si Cataluña, actualmente comunidad autónoma, debería ser un Estado y si ese Estado debería ser independiente. Se mantuvieron las mismas dos preguntas que se plantearon originalmente para la consulta:

¿Quiere que Cataluña sea un Estado?
En caso afirmativo, ¿quiere que este Estado sea independiente?

Este proceso participativo fue recurrido por el Gobierno de España ante el Tribunal Constitucional, por entender que vulnera la legalidad. Tras ser admitido el recurso a trámite, el proceso quedó cautelarmente suspendido. Sin embargo, la Generalidad de Cataluña se negó a acatar la suspensión cautelar y continuó con la organización de este proceso. Los principales cargos responsables de la consulta fueron condenados en 2017 por el Tribunal Superior de Justicia de Cataluña por desodebiencia al Tribunal Constitucional y prevaricación.

## Historia

### Antecedentes: la consulta sobre el futuro político

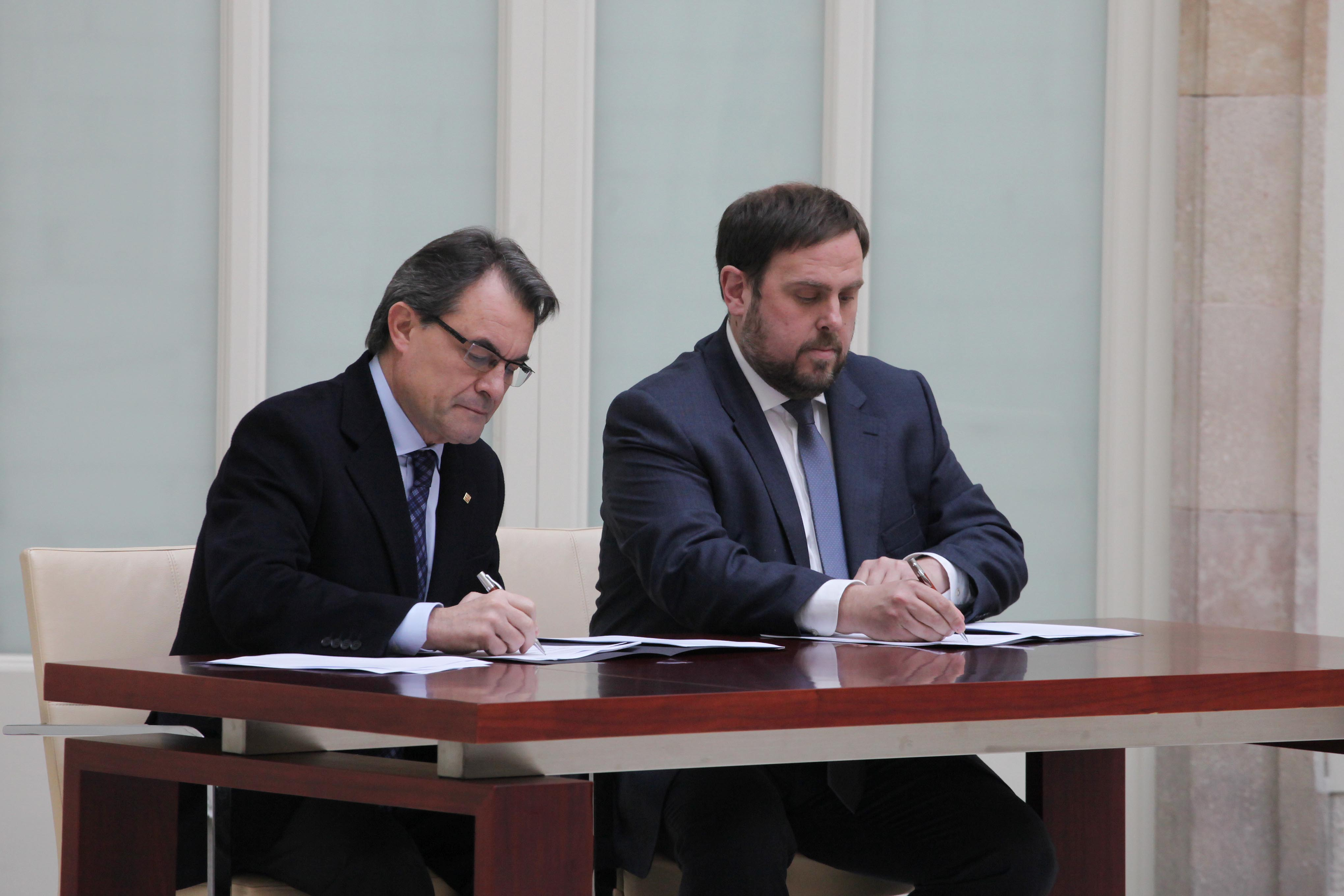
El president Artur Mas y el líder de ERC Oriol Junqueras firman el 19 de diciembre de 2012 un Acord per a la transició nacional (o Pacte per la Llibertat) por el que se comprometen a convocar una consulta para que el «pueblo de Cataluña» pueda decidir si quiere constituirse en un «nuevo Estado en Europa».

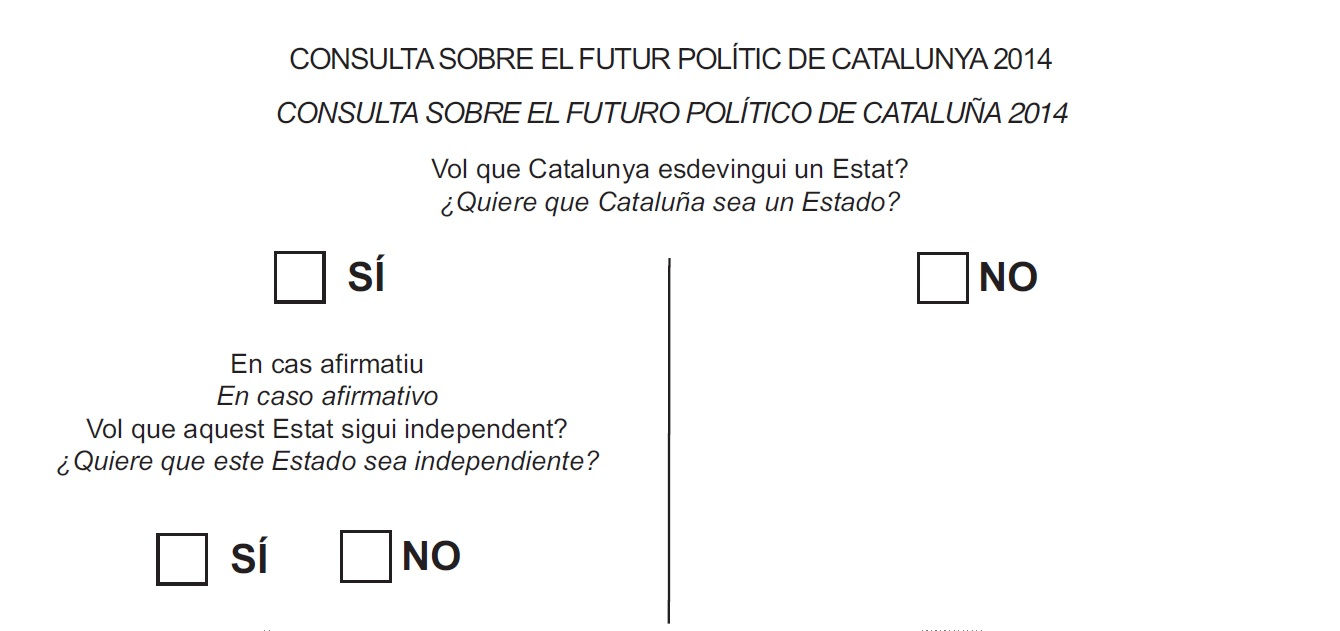
Papeleta diseñada para la votación.

El 27 de septiembre de 2012, el Parlamento de Cataluña aprobó una resolución pidiendo celebrar el referéndum de autodeterminación de Cataluña durante la décima legislatura de la Cataluña autonómica «prioritariamente», con posterioridad a las elecciones al Parlamento de Cataluña de 2012.
La resolución fue votada después del debate de política general con el resultado de 84 votos a favor (CiU, ICV-EUiA, ERC, SI, más otros dos diputados), 21 en contra (PPC y Cs) y 25 abstenciones (PSC). El presidente de la Generalidad de Cataluña, Artur Mas, declaró en el discurso ante el Parlamento que había llegado la hora de que el pueblo de Cataluña ejerciera el derecho de autodeterminación.
Tras una negociación de varias semanas entre los partidos nacionalistas catalanes, el 12 de diciembre de 2013 el presidente de la Generalidad anunció que tenía previsto convocar el referéndum para el 9 de noviembre de 2014, incluyendo una pregunta con dos apartados: «¿Quiere que Cataluña sea un Estado?» y «En caso afirmativo, ¿Quiere que este Estado sea independiente?». Inmediatamente el Gobierno de España advirtió de que la convocatoria de tal referéndum no tendrá lugar por contravenir la Constitución.
Tras el rechazo del Congreso de los Diputados a la petición de la cesión de la competencia para convocar y celebrar referéndums, el parlamento de Cataluña empezó a elaborar su propia ley de consultas para amparar la convocatoria prevista para el 9 de noviembre, pero el gobierno de Mariano Rajoy anunció que la recurriría ante el Tribunal Constitucional por invadir las competencias del Estado. En julio de 2014, la ponencia correspondiente del Parlamento catalán finalizó la redacción del proyecto, que estaba previsto que se votara en septiembre.
El 19 de septiembre, la ley de consultas fue aprobada por 106 votos a favor y 28 en contra en el pleno del Parlamento de Cataluña. Contó con el apoyo de CiU, ERC, PSC, ICV y CUP que suman el 79% de los representantes del Parlamento de Cataluña; mientras que se posicionaron en contra el PP y Cs. Aunque apoyó la ley, el PSC manifestó que la Ley de Consultas Populares no Referendarias y Participación ciudadana no amparaba legalmente la «consulta» prevista para el 9N. Por su parte, el portavoz de CiU Josep Rull afirmó que la ley «encaja plenamente en la Constitución y en el Estatuto».
La ley fue publicada en el Diario Oficial de la Generalidad de Cataluña el 27 de septiembre de 2014, poco antes de ser convocada oficialmente la consulta, cuando Artur Mas, presidente de la Generalidad de Cataluña, firmó el decreto de convocatoria de la consulta en el Palacio de la Generalidad.

#### Recursos de inconstitucionalidad
El gobierno de España presentó dos recursos de inconstitucionalidad al Tribunal Constitucional contra el decreto de convocatoria de la consulta y contra la Ley de consultas de Cataluña en la que se ampara esta, y tras ser admitidos a trámite quedó suspendida cautelarmente la consulta. Tras esto, el gobierno de Cataluña suspendió de forma "cautelar y temporal" la campaña del 9N y presentó un recurso contra la impugnación de la consulta.

### Planteamiento de una «consulta alternativa»

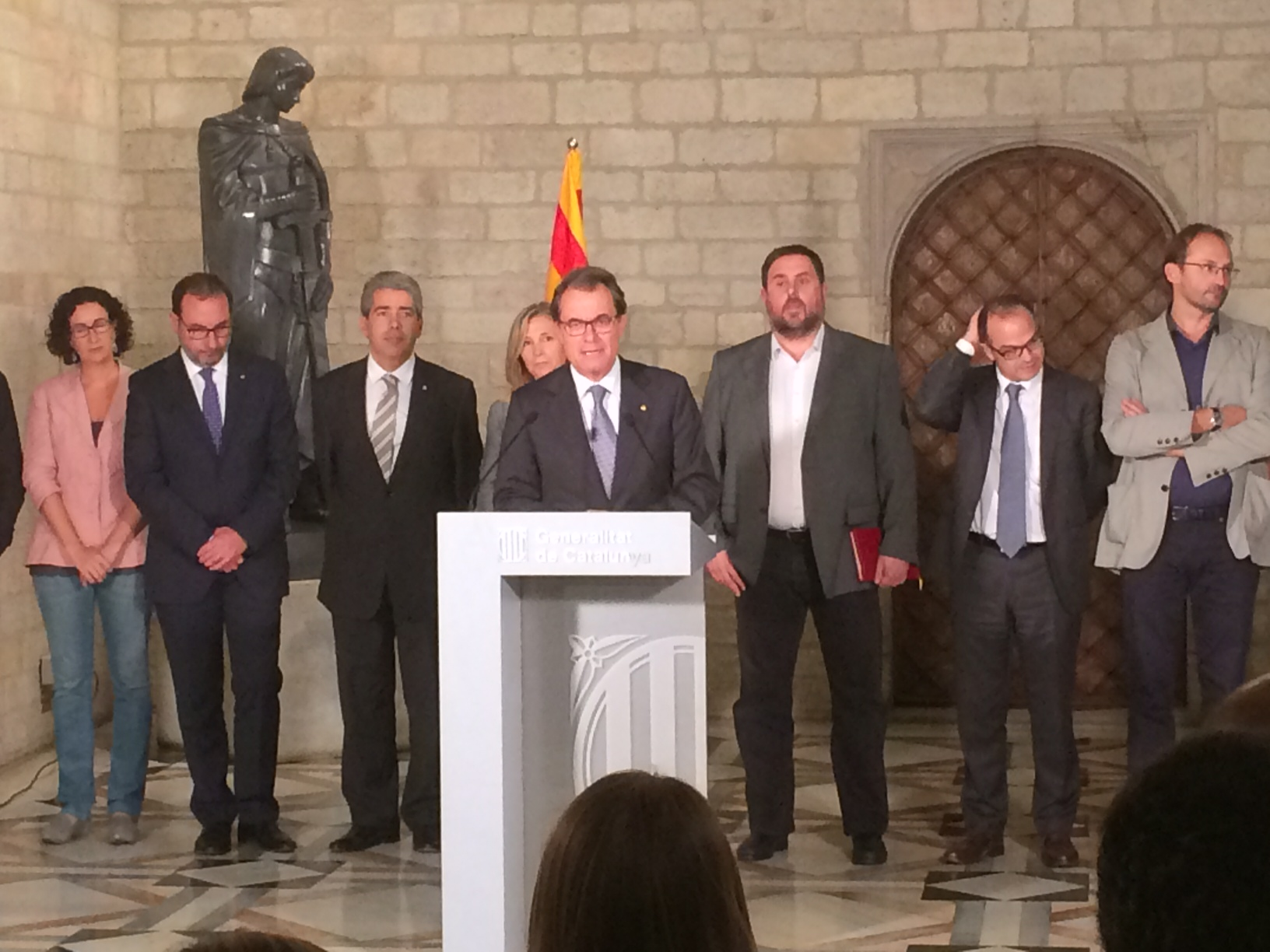
El president Artur Mas anuncia en octubre de 2014 la celebración de un proceso participativo sobre el futuro político de Cataluña para el 9-N.

Ante la suspensión cautelar dictada por el Tribunal Constitucional, el 13 de octubre, tras una reunión con los partidos soberanistas, el presidente Mas afirmó que la consulta ya no podía celebrarse en los términos previstos y planteó un proceso de participación ciudadana. Al día siguiente anunció su intención de realizar una consulta alternativa con los propios medios de la Generalidad de Cataluña, la colaboración de voluntarios y asociaciones civiles. El presidente Mas no aclaró exactamente en que marco jurídico se basaba esta nueva consulta.  Llegó a declarar que no iba a dar pistas para facilitar la impugnación por parte del gobierno de España y que había que "engañar al Estado".
El líder de ERC exigió unas elecciones anticipadas para posteriormente, si se obtenía una mayoría en el parlamento, proclamar unilateralmente la independencia de Cataluña. El líder de ICV declaró que no apoyaba esta nueva consulta, y que no iría a votar. Más tarde, rectificó y afirmó que sí iría a votar. El líder del PSC dijo que la nueva consulta era un engaño, ya que no tenía ninguna garantía democrática, mientras que el PP de Cataluña declaró que el proceso había acabado. El líder de Unió se mostró en contra de celebrar unas elecciones anticipadas y proclamar unilateralmente la independencia. La ANC apoyó la nueva consulta pero exigió la celebración de unas elecciones plebiscitarias en tres meses.
Pronto comenzó a discutirse la idea de la elaboración de una "lista de país" independentista que concurriera en unas posibles elecciones plebiscitarias, pero hasta el momento no se ha llegado a un acuerdo entre ERC y CiU.
Ante esta nueva situación, el gobierno de España empezó a estudiar si esta nueva consulta planteada por Artur Mas sería legal y si sería recurrible. Más tarde, el gobierno declaró que había comenzado los trámites para recurrir la nueva consulta. El Consejo de Estado avaló la presentación de un recurso por parte del gobierno de España el 30 de octubre de 2014.
Convergència Democràtica de Catalunya y Unió Democràtica de Catalunya comenzaron a hacer campaña de forma separada. Convergencia presentó su campaña, junto a la de Ara és l'hora, en la que llamaba a votar "haga lo que haga el estado" y pidiendo el voto por el Sí-Sí.

#### Recursos del gobierno y suspensión cautelar de la consulta alternativa

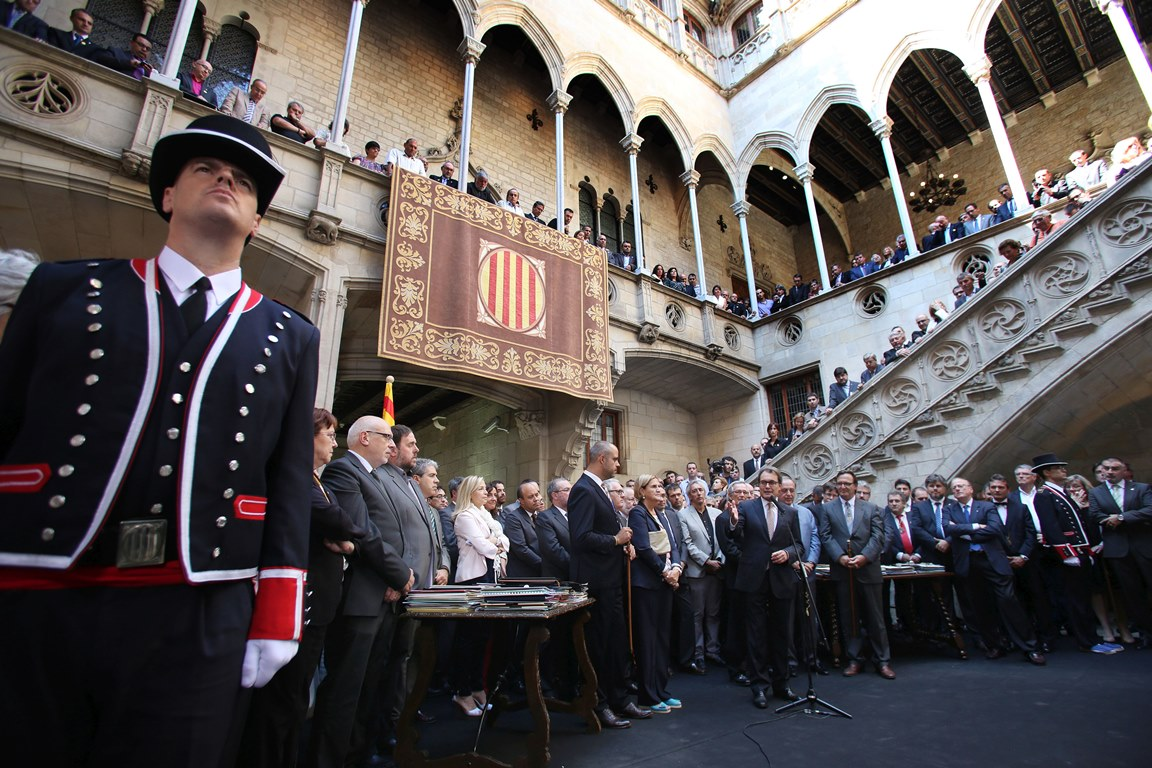
Reunión de los alcaldes de Cataluña el 4 de octubre de 2014 en el Palacio de la Generalidad con Artur Mas para apoyar la consulta del 9-N suspendida cinco días antes por el Tribunal Constitucional.

El 2 de noviembre de 2014, tras la reunión del Consejo de ministros, el gobierno de España confirmó que impugnaría la nueva consulta. Dos días después, el Tribunal Constitucional admitía a trámite los recursos presentados por el gobierno contra las actuaciones de la Generalidad de
Cataluña relativas a la convocatoria de esta consulta y esta quedó suspendida cautelarmente.
Sin embargo, la Generalidad de Cataluña anunció que continuaba con el proceso participativo y que presentaría un recurso contra el gobierno de España ante el Tribunal Supremo alegando que este vulneraba los derechos de participación, de libertad de expresión y libertad ideológica. El recurso fue rechazado por el Tribunal Supremo.
El sábado, día previo a la consulta, la Fiscalía Superior de Cataluña abrió diligencias para investigar si el uso de locales públicos para la celebración del proceso participativo era delito y ordenó a la policía autonómica una lista de los locales públicos en los que se iba a realizar el proceso participativo y pidió identificar a los responsables de la realización de la consulta. Además, también exigió al gobierno de la Generalidad que confirmara si era la que había puesto a disposición los locales para la realización del proceso. La Fiscalía también reclamó a la empresa Unipost, responsable del reparto de la información sobre el proceso, que explicara qué entidad facilitó la lista de destinatarios y le exigió además, las facturas de los contratos.
Esa misma tarde, la asociación Sociedad Civil Catalana denunció ante el juzgado de guardia el uso de colegios públicos para la realización de la Consulta.

#### Infraestructura y funcionamiento de la votación

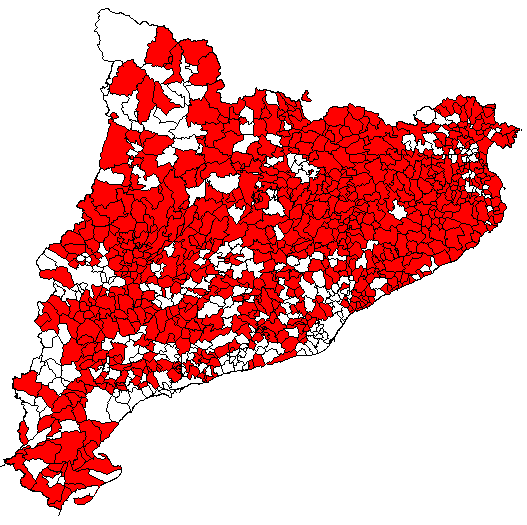
Municipios adheridos a la plataforma Asociación de Municipios por la Independencia.

Resultados de las elecciones al Parlamento de Cataluña

La Generalidad habilitó 1.317 puntos de votación repartidos en todo el territorio catalán y en otros países, desde los cuales los catalanes residentes en el extranjero podían participar. Al tratarse de un proceso participativo suspendido por el Tribunal Constitucional, el gobierno catalán no dispuso de censo ni de miembros de mesa oficiales. Más de 40.000 ciudadanos se ofrecieron voluntarios para trabajar en los puntos de votación durante toda la jornada, y el gobierno catalán desarrolló un sistema informático para determinar en qué punto de votación debía votar cada persona, controlando también que no se votara más de una vez.
Los residentes en Cataluña podían consultar su local y urna de votación en la página web "www.participa2014.cat" introduciendo su dirección postal, DNI y primer apellido. Estos mismos datos eran los que se revisaban previamente a la introducción del sobre en la urna por parte del votante; cada mesa disponía de un ordenador portátil en el que se ejecutaba la aplicación informática responsable del control de los votantes. Cada ordenador estaba asignado a una mesa y solamente daba el visto bueno si el votante debía efectivamente votar en dicha urna. Una vez hecha la comprobación, el votante podía introducir su sobre en la urna. Todos los datos de los votantes (solicitados únicamente para comprobar si debía votar en dicha urna) se destruían para preservar la Ley Orgánica de Protección de Datos.[cita requerida]

#### Desarrollo de la consulta

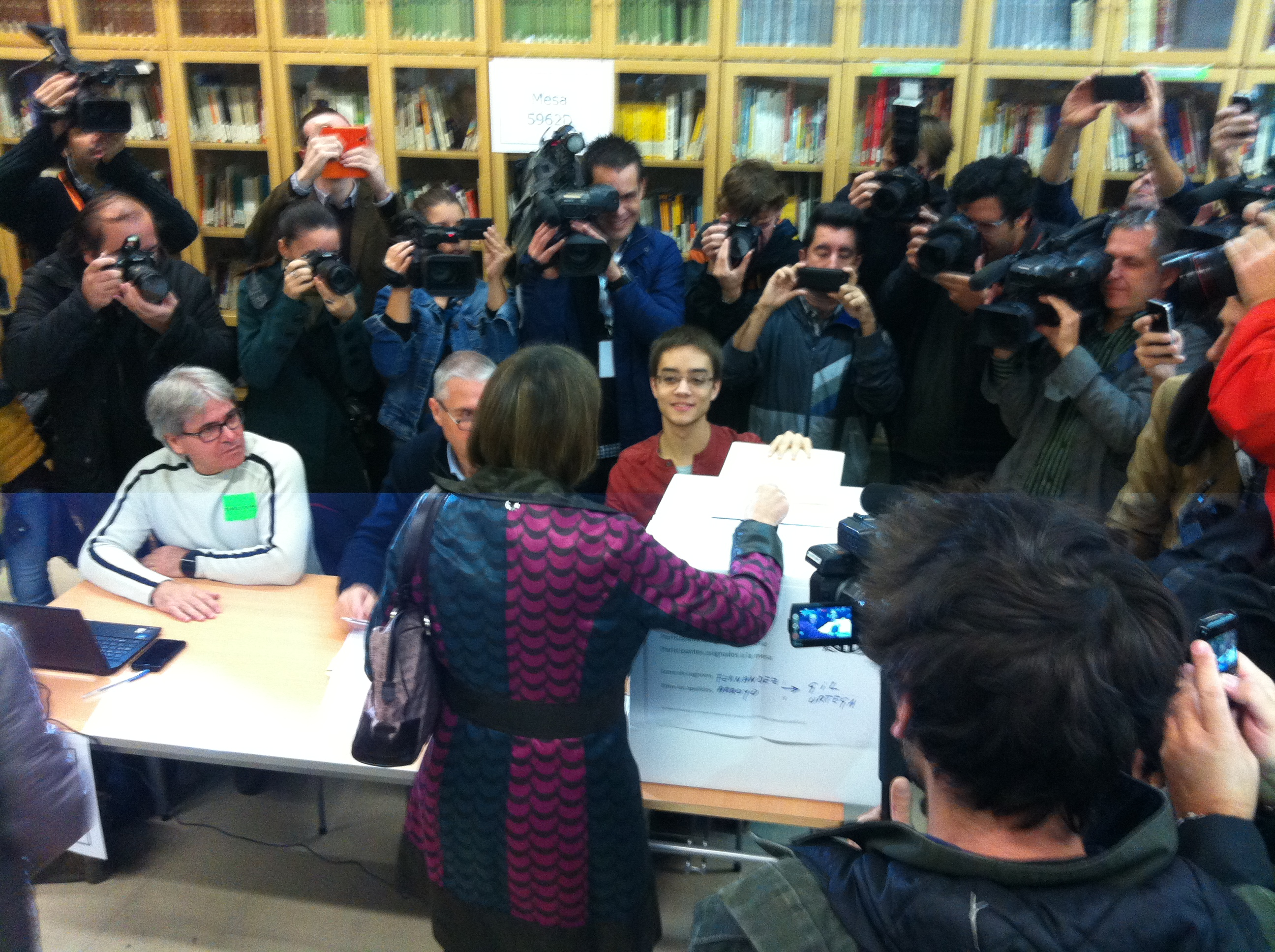
Carme Forcadell, presidenta de la Asamblea Nacional Catalana, votando en uno de los «locales de participación».

Los locales abrieron sin ninguna incidencia grave a las 9:00 horas, hora peninsular española, aunque previamente habían comenzado la votación en algunos puntos situados fuera de Cataluña.  Poco después del comienzo de la votación algunas organizaciones políticas, como Unión Progreso y Democracia (UPyD) y Plataforma per Catalunya (PxC), presentaron denuncias al juzgado de guardia, exigiendo la detención de dirigentes del gobierno de Cataluña y la paralización del proceso por incumplir la resolución del Tribunal Constitucional, que había suspendido el proceso participativo.
A las 14:00 horas, la vicepresidenta de la Generalidad, Joana Ortega, dio los primeros datos de participación: 1 142 910 personas habían votado a las 13:00. Por la tarde, el juzgado de guardia de Barcelona expresó su oposición a la retirada de las urnas exigida esa mañana por UPyD por tratarse, según el auto, de medidas «desproporcionadas». A las 19:30, la vicepresidenta catalana volvió a comparecer y anunció que a las 18:00 habían participado 1 977 531 personas.
Al finalizar el día habían votado 2 305 390 personas, sobre una población estimada con derecho a participar de 6,3 millones de personas.

### Investigaciones judiciales por la celebración de la consulta
Poco después de la celebración de la consulta, el fiscal general del Estado presentó una querella por desobediencia, prevaricación, malversación y usurpación de funciones contra el presidente Mas, la vicepresidenta Joana Ortega y la consejera de Educación Irene Rigau. El 21 de diciembre de 2014, la querella fue admitida a trámite por el Tribunal Superior de Justicia de Cataluña. El 8 de enero de 2015, el Tribunal Superior de Justicia de Cataluña aseguró que encontraba indicios de desobediencia por la celebración de la consulta.

### Sentencia del Tribunal Constitucional
El 11 de junio de 2015 el Tribunal Constitucional se pronunció y declaró inconstitucionales los actos impugnados por el gobierno, destinados a la realización del "proceso participativo" por parte de la Generalidad de Cataluña. Estas actuaciones eran, según afirmó el tribunal, "inconstitucionales en su totalidad, en cuanto viciadas de incompetencia, por no corresponder a la Comunidad Autónoma la convocatoria de consultas que versan sobre cuestiones que afectan al orden constituido y al fundamento del orden constitucional".

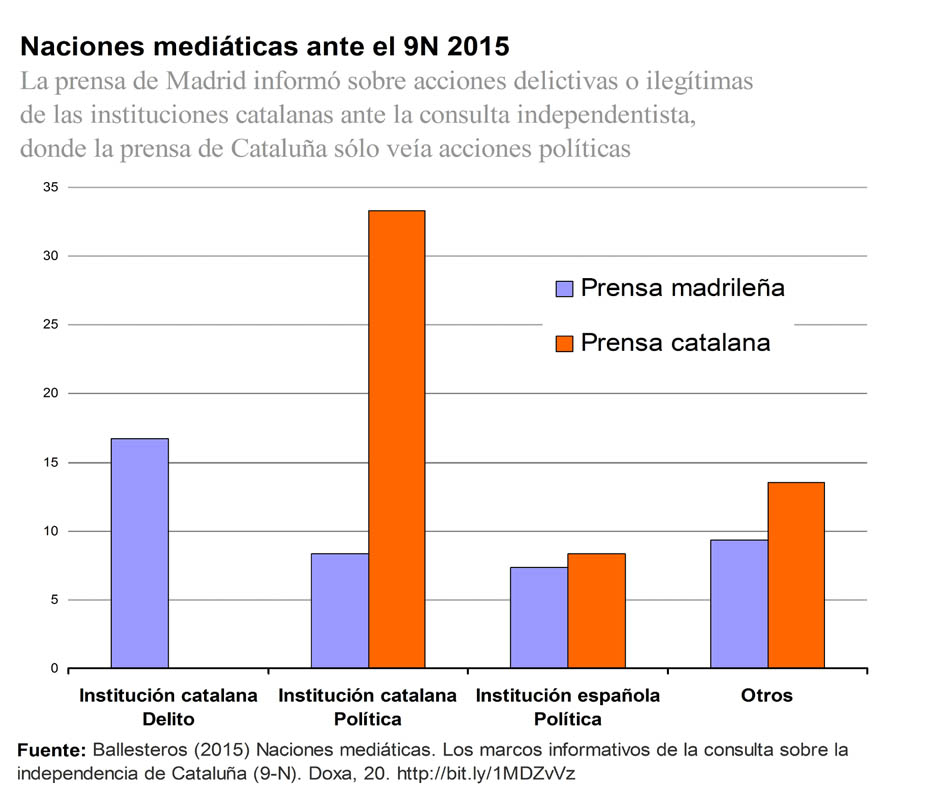
La prensa catalana y madrileña dieron un tratamiento informativo opuesto del 9N

### El tratamiento informativo de la consulta
El auge del soberanismo catalán ha sido relacionado de modo habitual por la prensa no independentista con el tratamiento que la prensa independentista le ha dado. Los periódicos españoles, tanto los radicados en Madrid como en Barcelona, informaron a diario en su portada, como primera o segunda noticia más importante del día, sobre la consulta del 9-N entre el 20 de septiembre de 2014, en que el Parlamento catalán aprobó la Ley de Consultas, y el 3 de octubre de 2014, cuando la Generalidad de Cataluña presentó un recurso contra la decisión del Tribunal Constitucional de suspender la Ley de Consultas y la convocatoria de la consulta sobre la independencia de Cataluña para el 9 de noviembre.

## Resultados
La Generalidad ha anunciado que en el proceso participativo votaron 2.305.290 personas. No hay un consenso muy preciso sobre el porcentaje de participación debido a la incertidumbre y fiabilidad sobre el censo llamado a votar. En las elecciones al Parlamento de Cataluña de 2012 podían votar 5.413.000 personas. En la consulta tenían derecho a voto además los extranjeros con documento de residencia en Cataluña, que el GESOP (agencia de opinión habitualmente contratada por la Generalidad) cifra en 766.000. Además, fueron llamados también a votar 134.000 menores de 16 y 17 años que habitualmente no forman parte del censo electoral. En consecuencia, el censo fue de unos 6.300.000 votantes y las estimaciones del porcentaje de participación están en torno al 37,0%, con un 29.5% de Sí-Sí Un estudio de la BBC menciona cifras provisionales de la Generalitat del 41,6%, del mismo día de la consulta.
Los votantes favorables a un cambio independentista fueron 1.861.753, lo que supone un 29.5% del censo calculado por la Generalidad.
El escrutinio oficial de los votos emitidos es el siguiente:
| Participaciones | Sí        | Sí      | Sí        | No      | En blanco | Otros  |
| Participaciones | Sí        | No      | En blanco | No      | En blanco | Otros  |
| 2.305.290       | 1.861.753 | 232.182 | 22.466    | 104.772 | 12.986    | 71.131 |
| 100%            | 80,76%    | 10,07%  | 0,97%     | 4,54%   | 0,56%     | 3,09%  |

## Condena judicial
La celebración del referéndum supuso la condena por el Tribunal Superior de Justicia de Cataluña por delitos de prevaricación y desobediencia al presidente de la Generalidad, Artur Mas, y los altos cargos Francesc Homs, Irene Rigau y Joana Ortega.
El 12 de noviembre de 2018 Artur Mas y los tres exconsellers Francesc Homs, Joana Ortega e Irene Rigau fueron condenados por el Tribunal de Cuentas a pagar 4,9 millones de euros por el dinero público gastado en la consulta del 9-N.